# Sóng hấp dẫn (album)
Sóng hấp dẫn là album phòng thu thứ ba của ca sĩ Hoàng Quyên, được phát hành vào ngày 13 tháng 3 năm 2018 bởi Nhà xuất bản văn hóa dân tộc và Nhà xuất bản âm nhạc Dihavina. Album gồm 9 ca khúc là các sáng tác của nhạc sĩ Võ Thiện Thanh và Đỗ Bảo.
Sóng hấp dẫn thuộc dự án Sóng hấp dẫn 2018, với tinh thần chủ đạo là pop đương đại pha trộn với các thể loại jazz, nhạc điện tử, R&B và những chất liệu dân gian Việt Nam. Album là sự kết hợp lần đầu tiên của hai nhà sản xuất âm nhạc đương đại hàng đầu Việt Nam, đây là hai nhạc sĩ mang phong cách khác nhau, với đặc trưng tính cách hai miền Bắc - Nam.
Sóng hấp dẫn cũng là một trong số ít các album nhạc phát hành theo dòng trào lưu xu hướng sản xuất album dần trở lại cuối năm 2017.

## Hoàn cảnh ra đời
Dự tính ban đầu của Hoàng Quyên là thực hiện từng dự án nhạc với hai nhạc sĩ theo từng giai đoạn. Năm 2015, Đỗ Bảo đã nhận lời khi cô gặp nhạc sĩ. Khi làm việc, Bảo gợi ý cô về sự hợp tác chung giữa anh và Võ Thiện Thanh trong một dự án. Lí do là để mỗi Bảo sáng tác sẽ tốn thời gian. Đỗ Bảo cho rằng anh và Võ Thiện Thanh có sự đồng điệu về tư tưởng âm nhạc, ngoài ra ngoài đời hai người cũng là bạn thân. Khi đưa ra ý tưởng, Võ Thiện Thanh đã đồng ý. Bản thân Hoàng Quyên dù nhận thức được rằng cá tính của hai nhạc sĩ khác nhau, nhưng cô hạnh phúc khi cả hai đồng ý hợp tác chung.

## Sản xuất

### Thu âm
Ba năm từ lúc ấp ủ ý tưởng, triển khai sản xuất tới khi ra mắt. Cùng làm việc trong hai năm, Đỗ Bảo và Võ Thiện Thanh lần lượt sáng tác, biên tập, sản xuất. Trong quá trình làm việc, cô phải di chuyển giữa hai miền Bắc Nam. Họ đã dành nhiều thời gian để sáng tác, nghiên cứu về cá tính âm nhạc của Quyên. Mỗi khi có bài mới, Đỗ Bảo gửi cho Võ Thiện Thanh và ngược lại. Việc này đảm bảo cho các ca khúc được thống nhất về ý tưởng và cách thể hiện, không bị chệch nhịp do khác biệt về phong cách.
~ Nhạc sĩ Đỗ Bảo nhận xét về Hoàng Quyên
Về phía Đỗ Bảo, anh đã nhiều lần đổi bản phối ca khúc để phù hợp với giọng Quyên. Nhạc sĩ cũng chỉ cho cô hiểu ý nghĩa của các ca từ anh viết trong các ca khúc. Còn với nhạc sĩ Võ Thiện Thanh, việc cô tìm đến anh với mong muốn được làm việc cùng với một người giỏi và đưa được những cảm hứng mới. Trước đó, cô đã biết anh với tư cách người từng cộng tác thành công với Thu Minh, Mỹ Tâm... Ban đầu, cô lo lắng về sự đồng điệu giữa mình với nhạc sĩ. Nhưng hai người đã nhanh chóng 'bắt sóng' nhau ngay từ những bản demo. Nhạc sĩ Võ Thiện Thanh nhận xét: "Em khác với nhiều người hát cùng trang lứa và cả những ca sĩ từng làm việc với anh, bởi em hát rất vô tư, không đắn đo gì giữa việc giành về mình khán giả số đông hay số ít...".
Các ca khúc được sắp xếp lần lượt để tạo thành một câu chuyện ngắn về tình yêu. Riêng "Bên kia ngọn đồi" và "Nghịch lý" được cả hai lựa chọn hoán đổi vai trò phối khí. Đỗ Bảo và Võ Thiện Thanh vốn được biết đến là những nhạc sĩ giỏi trong việc hòa âm, hay với vai trò sản xuất thu âm. Điều này sẽ giúp khán giả thấy rõ sự hoà quyện giữa những ca khúc cũng như những bản hoà âm. Do phải phát hành theo thời gian dự kiến, nhạc sĩ Võ Thiện Thanh chưa kịp viết bài thứ 10 cho Hoàng Quyên. Sóng hấp dẫn là album của những người đương thời làm âm nhạc đương đại.

### Nhan đề
Hoàng Quyên dành nhiều thời gian cho nhan đề album. Sóng hấp dẫn được thay đổi từ Quyên hát. Trong dịp tình cờ khi theo dõi lễ trao giải Nobel 2017, cô chọn nó từ một phát hiện lĩnh vực vậy lý học đã giúp 3 nhà khoa học Mỹ giành giải Nobel: "Nó là phát hiện tuyệt vời đến mức giống như chữa cho người điếc bẩm sinh nghe thấy! Mình may mắn hơn thời các cụ rất nhiều, vì mạng lưới sóng này làm cho mình trở nên nhạy cảm lắm. Mình được sống trong lúc có nguồn năng lượng ấy không gì bằng...". Quyên cho rằng, phần nhờ mạng lưới sóng mà cô có sự kết nối khi sản xuất đĩa. Và tiếp đó, cô mong 'thứ sóng' đó giúp những thanh âm của cô không còn bị giới hạn: "Tôi nghĩ mọi người sẽ đến với nhau dễ hơn nhờ loại hình giao thông mới - sóng hấp dẫn".
Tựa Sóng hấp dẫn, hiểu theo nghĩa là những thanh âm mới sẽ đi trong không gian và thời gian, Quyên muốn âm nhạc của mình đi qua những rào cản định kiến, lý thuyết, vượt qua những khoảng cách địa lý và biên giới. 'Thanh âm hấp dẫn' và khán giả sẽ kiếm tìm đến với nhau để cộng hưởng và kích hoạt.
"Sóng ở đây được hiểu là năng lượng của người nghệ sĩ. Ai cũng có một lớp sóng nào đó. Chúng ta 'bắt' nhau, yêu quý nhau hay không cũng là từ sự hấp dẫn của lớp sóng này, của nguồn năng lượng này. Điều này lý giải nhiều người chưa gặp mặt nhau ngoài đời, chưa chạm mặt, mới là "bắt sóng" nhau thôi đã đủ mộng mơ rồi. Em hy vọng âm nhạc cũng thế. Cụ thể là âm nhạc của em cũng sẽ tạo ra được một lớp sóng hấp dẫn như vậy."

## Sáng tác
Nếu như Đỗ Bảo viết về tâm sự của người đàn bà từng trải, hay cô gái trẻ đang yêu thì Võ Thiện Thanh lại viết về niềm mong ước mơ hồ của một người muốn níu giữ được tình yêu, nhưng tương lai không chắc chắn.

### Anh thợ ảnh
"Anh thợ ảnh" là ca khúc được sáng tác bởi Đỗ Bảo. Bài hát viết về người đàn ông là 'anh thợ ảnh' suốt ngày bắt vợ mình cười để quên đi nỗi buồn. Đỗ Bảo từng viết: "có một bài hát bâng khuâng không rõ vui buồn về một 'anh thợ ảnh' trong mỗi chúng ta".

### Như là cơn mưa tới
"Như là cơn mưa tới" là đĩa đơn đầu tiên của Hoàng Quyên trích từ album Sóng hấp dẫn, sáng tác bởi Võ Thiện Thanh, phát hành ngày 1 tháng 10 năm 2016. Đây là ca khúc được nhạc sĩ viết ngay trong lần đầu gặp cô tại một quán cà phê nhỏ trên góc phố Sài Gòn. Theo phong cách R&B swing, "Như là cơn mưa tới" mô tả người con gái đang ngắm mưa, thả trôi tiếng lòng cùng những ký ức vẫn thấp thoáng gửi theo tiếng mưa, dòng nước và tình yêu trong veo đã qua. Trong quá trình thu âm nó, sự thăng hoa về âm nhạc thấm dần vào Quyên. Cô cho rằng đây không phải là một ca khúc dễ hát, nó thể hiện nội tâm, khao khát và ẩn ức. Ngày 30 tháng 9 năm 2016, cô đã biểu diễn nó lần đầu tiên trong đêm chung kết Thần tượng âm nhạc: Vietnam Idol (mùa 7). Sau đó, cô phát hành kèm theo với một bản lyric video và tổ chức những đêm nhạc tại các thành phố lớn để giới thiệu đến khán giả. Cô chia sẻ: "Có lẽ anh ấy đã bắt được khoảnh khắc của Quyên trong thời điểm ấy và tôi lại may mắn được 'vùng vẫy' trong không gian của mình với ca khúc này. Đây cũng là thời điểm tôi bắt đầu cuộc hành trình tìm kiếm bản thân với những ca khúc mới nhất và quan trọng là những ca khúc dành riêng cho tôi ở tuổi 24...".

### Nghịch lý
"Nghịch lý" là một ca khúc được sáng tác bởi Đỗ Bảo. Nhạc sĩ đã mất thời gian dài để có thể hoàn thiện được nó. "Lời ca tiếng Việt ít khi đi được với một giai điệu như vậy nếu nhạc sĩ không thực sự đầu tư."

### Nói yêu em hôm nay
"Nói yêu em hôm nay" là đĩa đơn thứ hai của Hoàng Quyên trích từ album Sóng hấp dẫn, sáng tác bởi Đỗ Bảo, phát hành ngày 2 tháng 3 năm 2018. Đây là ca khúc có sự pha trộn đa dạng giữa jazz, pop, nhạc điện tử và chất liệu dân tộc. "Nói yêu em hôm nay" đã được cô phát hành kèm theo với một bản lyric video. Trong câu "ngoài kia những bạn mèo xinh bước khoan thai", Đỗ bảo đã ví những con mèo như những cô gái xinh đẹp với bước đi khoan thai đầy kiêu hãnh thách thức các chàng trai phải nghĩ kỹ trước khi nói lời yêu bởi ngoài kia có biết bao cô gái có tuổi trẻ, khát khao để lựa chọn. Hoàng Quyên nhận xét: "Âm nhạc và tâm hồn của Đỗ Bảo luôn dịu dàng, lãng mạn và ẩn chứa những điều lớn lao, sâu sắc."

## Danh sách ca khúc
Nguồn: Hãng phim Phương Nam.
| STT              | Nhan đề               | Sáng tác         | Hòa âm           | Thời lượng |
| ---------------- | --------------------- | ---------------- | ---------------- | ---------- |
| 1.               | "Anh thợ ảnh"         | Đỗ Bảo           | Đỗ Bảo           | 4:46       |
| 2.               | "Như là cơn mưa tới"  | Võ Thiện Thanh   | Võ Thiện Thanh   | 3:58       |
| 3.               | "Bên kia ngọn đồi"    | Võ Thiện Thanh   | Đỗ Bảo           | 5:30       |
| 4.               | "Khi sương vừa tan"   | Đỗ Bảo           | Đỗ Bảo           | 5:17       |
| 5.               | "Nghịch lý"           | Đỗ Bảo           | Võ Thiện Thanh   | 4:06       |
| 6.               | "Mơ sóng"             | Võ Thiện Thanh   | Võ Thiện Thanh   | 4:07       |
| 7.               | "Mây trắng giữa trời" | Võ Thiện Thanh   | Võ Thiện Thanh   | 4:11       |
| 8.               | "Nói yêu em hôm nay"  | Đỗ Bảo           | Đỗ Bảo           | 5:00       |
| 9.               | "Bùa yêu"             | Đỗ Bảo           | Đỗ Bảo           | 4:49       |
| Tổng thời lượng: | Tổng thời lượng:      | Tổng thời lượng: | Tổng thời lượng: | 41:43      |

## Thành phần tham gia sản xuất
| Ê-kíp sản xuất - Sản xuất, thu âm, mixed: Võ Thiện Thanh, Đỗ Bảo - Mastering: Tom Waltz Ban nhạc - Trumpet: Nguyễn Minh Nghĩa (3) - Steel guitar: Nguyễn Hữu Hiệp (4) - Guitar điện: Nguyễn Hữu Hiệp (3, 4, 8, 9) - Tenor saxophone: Nguyễn Huy Thịnh (8) - Nhóm bè Cadilac (2) | Thiết kế nghệ thuật - Chỉ đạo mỹ thuật: Tim Phạm - Nhiếp ảnh gia: Huynh Trần - Thiết kế: Smaller than three - Trang điểm: Bi Nguyễn - Trang phục: Nguyễn Hoàng Tú - Retouch: Nguyễn Minh Đức |

## Phát hành và đón nhận của công chúng
~ Hoàng Quyên úp mở về album phòng thu thứ ba

### Phát triển
Sau dự án Quyên 23 năm 2015, với album Về và liveshow Rét đầu mùa. Khi biểu diễn, cô đã hát một trích đoạn trong "Ngẫu hứng sông Hồng" bằng tiếng Tày và tiết lộ dự án âm nhạc sắp ra mắt liên quan đến việc dịch lời các bài hát sang tiếng dân tộc mình để quảng bá với thế giới. Năm 2016, Hoàng Quyên phát hành đĩa đơn "Như là cơn mưa tới" để mở đường cho Sóng hấp dẫn. Theo sau đó, ý định phát hành đĩa đơn thứ hai vào cuối năm 2016 và ấn định phát hành album phòng thu thứ ba vào đầu 2017. Trong bài phỏng vấn năm 2016, cô mô tả: "24 sẽ không dữ dội như 23. Giống như một sự ẩn mình trong một không gian sáng tạo để sẵn sàng cho đợt 'sóng' mới. Đó là một sự chuẩn bị. Khi Quyên xuất hiện, chỉ có âm nhạc mà thôi. Mọi thứ Quyên làm đều gắn với âm nhạc và sáng tạo." Cho rằng sự kết hợp lần này với Võ Thiện Thanh sẽ là "một bước ngoặt cách tân đầy đột phá, mang phong cách âm nhạc phương Tây". Tạo một lối đi khác biệt trong sự hỗn loạn của thị trường âm nhạc hiện tại; cô cũng thay đổi về cách hát, cảm xúc và chỉ rõ rằng tính mới mẻ, hiện đại của phần âm nhạc sẽ hơn so với lần hợp tác cùng Lê Minh Sơn và Đặng Hữu Phúc. Và ví sự kết hợp giữa 'chúng tôi' trong dự án giống như 'chớm bước vào một cuộc tình mới'.

### Quảng bá
Sóng hấp dẫn phát hành vào thời điểm thị trường nhạc số phát triển mạnh. Dù thị trường băng đĩa trầm lắng, cô lại chọn bán đĩa thực với mức giá cao ngất ngưởng (22$), ngay cả so với các ca sĩ nổi tiếng. Ban đầu, mức giá chưa được nghĩ tới nhưng khi hoàn thành nó cô mới bắt đầu cân nhắc. Bản thân nhạc sĩ Đỗ Bảo cũng lo ngại. Tuy nhiên, 800 bản đã được đặt hàng trong tổng số 1.000 trong đợt phân phối đầu tiên. Sau đó, cô nhận được nhiều phản hồi tích cực và lượt in đầu tiên tiêu thụ sau hơn 10 ngày. Để quảng bá cho album, cô dự tính thực hiện chuỗi mini show Sóng hấp dẫn tại Hà Nội, Hội An và Thành phố Hồ Chí Minh vào đầu mùa hè, sau chuyến lưu diễn Canada cuối tháng 3. Liveshow tại Hà Nội vào tháng 11 năm 2018 và một vài đêm nhạc tại Châu Âu. Ngày 16 tháng 3 năm 2018, tham gia Bữa trưa vui vẻ trên VTV6. Trong đó, cô đã biểu diễn "Anh thợ ảnh", "Đừng nói yêu em hôm nay" và "Mơ sóng". Ngoài ra, cô dự định sẽ phát hành phiên bản đĩa than. Nhưng trong một bài phỏng vấn cô đã giải thích về việc dừng ra mắt nó: "Riêng quyết định làm đĩa than chưa phải trong thời gian này, có lẽ sẽ là một dự án khác của Quyên trong tương lai."

### Đánh giá chuyên môn
—Quyên nêu lên quan điểm.
Các tờ báo đánh giá một cách sôi nổi và tích cực. Họ tập trung bàn luận về giọng hát, lối hát mới của cô và phân tích nó cùng với các ca khúc. Chủ yếu họ khen ngợi giọng hát của cô, họ cho rằng nó có sự 'chín chắn' hay "dầy dặn, âm vực rộng, khê khàn nhưng vẫn bật lên sự thanh thoát ở nốt cao". Khi thể hiện với jazz đã tạo nên bầu không khí smoky.
"Như là cơn mưa tới" mang đậm cá tính của nhạc sĩ. Bản nhạc phát triển từ những âm thanh mơ hồ rồi cao trào dần lên và bùng nổ ở cuối cho thấy khả năng 'dàn dựng' tinh xảo. Đó là sự chắt lọc nhạc cụ và các điểm nhấn nhá trong hoà âm, đưa vào những chất liệu mới lạ cân xứng với nền tảng cơ bản mà ở đây là những mẫu âm điện tử với chất swing. "Không gian âm nhạc đi từ tĩnh tới động. Từ sự cô độc của piano và câu bass chủ đề khá lạ trong phạm vi nhạc Việt, tới sự vỡ oà của bộ hơi, dàn hát bè cuối bài." Thể hiện một cách tự sự, biến chuyển rộn ràng và tiết chế. "Như là cơn mưa tới" đã làm tốt vai trò của một đĩa đơn mở đầu. IPick cho rằng đây là track hay nhất trong album. "Bên kia ngọn đồi" có sự trễ nải, hững hờ ý vị cùng cách ngắt câu, nhả chữ chững chạc và tự tin trong bản smooth jazz. Giai điệu đẹp và mộng mơ, hòa âm đậm acoustic, điểm nhấn là tiếng trumpet. Đây là ca khúc 'bắt tai' nhất trong album. "Khi sương vừa tan" quá lê thê. "Nghịch lý" đã được Võ Thiện Thanh đưa chất R&B vào chillout. Ca khúc mang dấu ấn của cả hai nhạc sĩ. Riêng phần hòa âm đã thêm rất nhiều gia vị vào sáng tác - vốn đã rất thú vị của Đỗ Bảo. "Thanh liên tục thay đổi nhạc cụ hòa âm theo từng phân đoạn của bài hát: có một chút swing, một chút guitar điện, khi Hoàng Quyên vừa dứt lời, tiếng kèn saxo lập tức bật lên thiết lập một không khí jazz đặc trưng, sau đó lại tiếp tục hoán chuyển theo hướng free jazz". "Nghịch lý" được coi là ca khúc thú vị nhất album, nhưng một số lại ví ca khúc như nhạc pop pha R&B của giữa thập niên 2000. Họ đặc biệt yêu thích "Mơ sóng", theo mô tả là một bản pop giàu hình ảnh, nhẹ nhàng và dễ nghe, phảng phất R&B cổ điển trong tiếng trống điện tử. "Mây trắng giữa trời" là ca khúc nổi bật nhất, một bản ballad theo tinh thần R&B đương đại, uyển chuyển với sự tham gia 'lạ lẫm' của bộ hơi ở phần nhạc đệm. Ca khúc cũng giúp cho Quyên phô diễn được giọng hát. "Nói yêu em hôm nay" là bản ballad theo lối jazz đương đại thể hiện độ 'đằm' của cô, tinh tế trong kỹ thuật diễn tấu, xử lí trúc trắc tự nhiên. Họ ví 'cách hát' của cô không thua kém Trần Thu Hà khi hát nhạc Đỗ Bảo. Ca khúc cũng làm họ liên tưởng đến Stacey Kent và Diana Krall, điều đã được Đỗ Bảo thể hiện trong album Thời gian để yêu (2008). "Bùa yêu" mang âm hưởng dân gian tương tự như "Tình yêu màu nắng" (Phạm Thanh Hà). Tuy nhiên, phần nhạc điện tử ở đầu khiến ca khúc như một bản remix lỗi thời và hoàn toàn lệch tông khỏi toàn bộ album (có lẽ anh dự đoán trước được nên cố tình đặt ở cuối). Nửa sau bài hát đi theo phong cách free jazz phóng túng rất hay nhưng phần điện tử không hợp. Nhìn chung, các ca khúc mang cảm giác cũ kỹ, suy tư, không phù hợp với xu hướng hay thị hiếu khán giả. Phần biên tập cũng không thực sự tốt.
Giới phê bình đã công nhận cô như là một trong những giọng ca thể hiện thành công các tác phẩm của Đỗ Bảo. Họ cho rằng cô đã "vượt qua được những nhấn nhá, những đoạn thể hiện 'nhiều chữ' đặc trưng trong âm nhạc của anh để truyền đến cảm xúc trong vắt ẩn sau lớp từ ngữ dày đặc". Hai nhạc sĩ đã 'gần nhau' hơn về phong cách dù bản sắc riêng của mỗi người vẫn tách biệt. Thanh phóng khoáng, rộng mở với cảm hứng từ thiên nhiên còn Đỗ Bảo suy tư, chiêm nghiệm qua các chất liệu khai thác từ cuộc sống thường nhật. Do đó, đĩa nhạc vừa 'dễ nghe' vừa 'kén chọn'. Dù 'cống hiến' nghiêm túc nhưng nó chưa thực sự xuất sắc. Tuy nhiên, Hoàng Quyên đã góp vào thị trường âm nhạc đang sôi động trở lại với một sản phẩm 'không hề dễ dãi'. Sự đồng đều về chất lượng nghệ thuật chính là ưu điểm vượt trội của album. Sóng hấp dẫn chính là Hoàng Quyên, độc lập hơn trong tư duy, rõ ràng hơn trong thẩm mỹ âm nhạc và chín hơn trong giọng hát, cách thể hiện.
Hãng đĩa El Sur Records ở Nhật Bản cho rằng album rất xa với tiêu chuẩn phổ biến hiện nay tại Việt Nam, nhưng đánh giá tích cực: "...ở Việt Nam tôi chưa nghe nhiều, loại âm thanh, một vài bầu không khí gồ ghề, nhưng keyboard ổn – sampling, bộ đồng và bộ dây cũng được arranged, đó là cách tạo ra âm thanh đầy tham vọng khá tinh tế, đó là cũng hấp dẫn" và gọi đĩa nhạc là 'Sade của Việt Nam'.